# Parti libéral (Philippines)
Pour les articles homonymes, voir Parti libéral.
Le Parti libéral (Partido Liberal) est un parti politique philippin fondé le 19 janvier 1946, membre de Conseil des libéraux et démocrates asiatiques au niveau régional et, au niveau mondial, de l'Internationale libérale et de l'Alliance mondiale des démocrates.

## Historique
Le Parti libéral est issu de la scission en 1946 de l'aile libérale du Parti nationaliste menée par Manuel Roxas. Ce dernier crée la surprise en remportant l'élection présidentielle de 1946 (son vice-président Elpidio Quirino achève son mandat à la suite de sa mort). Diosdado Macapagal remporte aussi l'élection de 30 décembre 1961. De 1946 à 1972, les libéraux et les nationalistes dominent la vie politique, instaurant de fait un système bipartisan,.
Après l'intermède autoritaire sous Ferdinand Marcos de 1972 à 1986, le nombre de partis politiques devient plus important. Les libéraux continuent toutefois d'exister et remportent l'élection présidentielle de 2010 avec Benigno Aquino III, ainsi que la vice-présidence en 2016 avec Leni Robredo.

## Résultats électoraux

### Président
| Élection | Candidat           | Nombre de voix | Pourcentage de voix | Résultat                                     |
| -------- | ------------------ | -------------- | ------------------- | -------------------------------------------- |
| 1946     | Manuel Roxas       | 1 333 392      | 54,94 %             | Gagné                                        |
| 1949     | Elpidio Quirino    | 1 803 808      | 50,93 %             | Gagné                                        |
| 1949     | José Avelino       | 419 890        | 11,85 %             | Perdu (aile Avelino)                         |
| 1953     | Elpidio Quirino    | 1 313 991      | 31,08 %             | Perdu                                        |
| 1957     | José Yulo          | 1 386 829      | 27,62 %             | Perdu                                        |
| 1961     | Diosdado Macapagal | 3 554 840      | 55,00 %             | Gagné                                        |
| 1965     | Diosdado Macapagal | 3 187 752      | 42,88 %             | Perdu                                        |
| 1969     | Sergio Osmeña Jr.  | 3 143 122      | 38,51 %             | Perdu                                        |
| 1981     | NC                 | NC             | NC                  | Boycott des élections.                       |
| 1986     | NC                 | NC             | NC                  | Soutient Corazon Aquino (vainqueur)          |
| 1992     | Jovito Salonga     | 2 302 123      | 10,16 %             | Perdu                                        |
| 1998     | Alfredo Lim        | 2 344 362      | 8,71 %              | Perdu                                        |
| 2004     | NC                 | NC             | NC                  | Soutient Gloria Macapagal-Arroyo (vainqueur) |
| 2010     | Benigno Aquino III | 15 208 678     | 42,08 %             | Gagné                                        |
| 2016     | Mar Roxas          | 9 978 175      | 23,45 %             | Perdu                                        |

### Vice-président
| Élection | Candidat             | Nombre de voix | Pourcentage de voix | Résultat                                                                             |
| -------- | -------------------- | -------------- | ------------------- | ------------------------------------------------------------------------------------ |
| 1946     | Elpidio Quirino      | 1 161 725      | 52,36 %             | Gagné                                                                                |
| 1949     | Fernando Lopez       | 1 341 284      | 52,19 %             | Gagné                                                                                |
| 1949     | Vicente J. Francisco | 44 510         | 1,73 %              | Perdu                                                                                |
| 1953     | José Yulo            | 1 483 802      | 37,10 %             | Perdu                                                                                |
| 1957     | Diosdado Macapagal   | 2 189 197      | 46,55 %             | Gagné                                                                                |
| 1961     | Emmanuel Pelaez      | 2 394 400      | 37,57 %             | Gagné                                                                                |
| 1965     | Gerardo Roxas        | 3 504 826      | 48,12 %             | Perdu                                                                                |
| 1969     | Genaro Magsaysay     | 2 968 526      | 37,54 %             | Perdu                                                                                |
| 1986     | Eva Estrada-Kalaw    | 662 185        | 3,31 %              | Perdu (aile Kalaw) ; l'aile principale du parti soutient Salvador Laurel (vainqueur) |
| 1992     | NC                   | NC             | NC                  | Soutient Aquilino Pimentel Jr. (perdant)                                             |
| 1998     | Sergio Osmeña III    | 2 351 462      | 9,20 %              | Perdu                                                                                |
| 2004     | NC                   | NC             | NC                  | Soutient Noli de Castro (vainqueur)                                                  |
| 2010     | Mar Roxas            | 13 918 490     | 39,58 %             | Perdu                                                                                |
| 2016     | Leni Robredo         | 14 418 817     | 35,11 %             | Gagné                                                                                |

### Sénat
| Élection | Nombrer de voix | Pourcentage de voix | Sièges gagnés | Sièges occupés après l'élection | Résultat                                                  |
| -------- | --------------- | ------------------- | ------------- | ------------------------------- | --------------------------------------------------------- |
| 1946     | 8 626 965       | 47,7 %              | 8 / 16        | 9 / 24                          | Coalition des libéraux du Parti nationaliste              |
| 1947     | 12 241 929      | 54,5 %              | 7 / 8         | 15 / 24                         | Gagné                                                     |
| 1949     | 12 782 449      | 52,5 %              | 7 / 8         | 18 / 24                         | Gagné                                                     |
| 1951     | 8 764 190       | 39,9 %              | 0 / 9         | 12 / 24                         | Gagné                                                     |
| 1953     | 8 861 244       | 36,0 %              | 0 / 8         | 7 / 24                          | Perdu                                                     |
| 1955     | 7 395 988       | 28,9 %              | 0 / 9         | 0 / 24                          | Perdu                                                     |
| 1957     | 8 934 218       | 31,8 %              | 2 / 8         | 2 / 24                          | Perdu                                                     |
| 1959     | 10 850 799      | 31,7 %              | 2 / 8         | 4 / 24                          | Perdu                                                     |
| 1961     | 14 988 931      | 37,9 %              | 4 / 8         | 8 / 24                          | Perdu                                                     |
| 1963     | 22 794 310      | 49,8 %              | 4 / 8         | 10 / 24                         | Gagné                                                     |
| 1965     | 23 158 197      | 46,9 %              | 2 / 8         | 10 / 24                         | Perdu                                                     |
| 1967     | 18 127 926      | 37,1 %              | 1 / 8         | 7 / 24                          | Perdu                                                     |
| 1969     | 21 060 474      | 39,1 %              | 2 / 8         | 5 / 24                          | Perdu                                                     |
| 1971     | 33 469 677      | 57,4 %              | 5 / 8         | 8 / 24                          | Perdu                                                     |
| 1987     | NC              | NC                  | NC            | NC                              | Membre de la coalition LABAN (vainqueur)                  |
| 1992     | 19 158 013      | 6,9 %               | 1 / 24        | 1 / 24                          | Perdu                                                     |
| 1995     | NC              | NC                  | NC            | NC                              | Ne présente pas de candidat.                              |
| 1998     | 5 429 123       | 2,6 %               | 0 / 12        | 0 / 24                          | Perdu                                                     |
| 2001     | 19 131 732      | 7,9 %               | 1 / 13        | 1 / 24                          | Membre de la coalition People Power Coalition (vainqueur) |
| 2004     | 30 008 158      | 12,0 %              | 2 / 12        | 4 / 24                          | membre de la coalition K4 (vainqueur)                     |
| 2007     | 28 843 415      | 10,7 %              | 2 / 12        | 4 / 24                          | membre de la coalition Genuine Opposition (vainqueur)     |
| 2010     | 78 227 817      | 26,34 %             | 3 / 12        | 4 / 24                          | Pas de vainqueur. Alliance avec le PMP.                   |
| 2013     | 33 369 204      | 11,32 %             | 1 / 12        | 4 / 24                          | Mène la coalition Team PNoy (vainqueur)                   |
| 2016     | 100 512 795     | 31,30 %             | 5 / 12        | 6 / 24                          | Vainqueur                                                 |
| 2019     | 43 273 583      | 11,97 %             | 0 / 12        | 3 / 24                          | Perdu                                                     |

### Chambre des représentants
| Élection | Nombre de voix | Pourcentage de voix | Sièges    | Résultat                                                            |
| -------- | -------------- | ------------------- | --------- | ------------------------------------------------------------------- |
| 1946     | 1 129 971      | 47,06 %             | 49 / 98   | Gagné                                                               |
| 1949     | 1 834 173      | 53,00 %             | 66 / 100  | Gagné                                                               |
| 1953     | 1 624 571      | 39,81 %             | 59 / 102  | Gagné                                                               |
| 1957     | 1 453 527      | 30,16 %             | 19 / 102  | Perdu                                                               |
| 1961     | 2 167 641      | 33,71 %             | 29 / 104  | Perdu                                                               |
| 1965     | 3 721 460      | 51,32 %             | 61 / 104  | Gagné                                                               |
| 1969     | 2 641 786      | 41,76 %             | 18 / 110  | Perdu                                                               |
| 1978     | NC             | NC                  | NC        | Boycott ; plusieurs candidats se présentent avec le LABAN (perdant) |
| 1984     | NC             | NC                  | NC        | Boycott ; plusieurs candidats se présentent avec le LABAN (perdant) |
| 1987     | 2 101 575      | 10,5 %              | 16 / 200  | Membre de la coalition LABAN (vainqueur)                            |
| 1992     | 1 644 568      | 8,8 %               | 11 / 199  | Coalition avec le PDP-Laban (perdant)                               |
| 1995     | 358 245        | 1,9 %               | 5 / 204   | Membre de la coalition Lakas-Laban (vainqueur)                      |
| 1998     | 1 773 124      | 7,3 %               | 15 / 221  | Perdu                                                               |
| 2001     |                |                     | 19 / 219  | Membre de la coalition People Power Coalition (vainqueur)           |
| 2004     |                |                     | 29 / 237  | Membre de la coalition K4 (vainqueur)                               |
| 2007     |                |                     | 23 / 271  | Membre de la coalition Genuine Opposition (perdant)                 |
| 2010     | 6 802 227      | 19,93 %             | 47 / 287  | Perdu                                                               |
| 2013     | 10 557 265     | 38,27 %             | 111 / 292 | Gagné                                                               |
| 2016     | 15 552 401     | 41,72 %             | 115 / 297 | Gagné (mais la majorité des candidats élus rejoignent le PDP-Laban) |
| 2019     | 2 321 759      | 5,78 %              | 18 / 306  | Perdu                                                               |